# Devi Sridhar

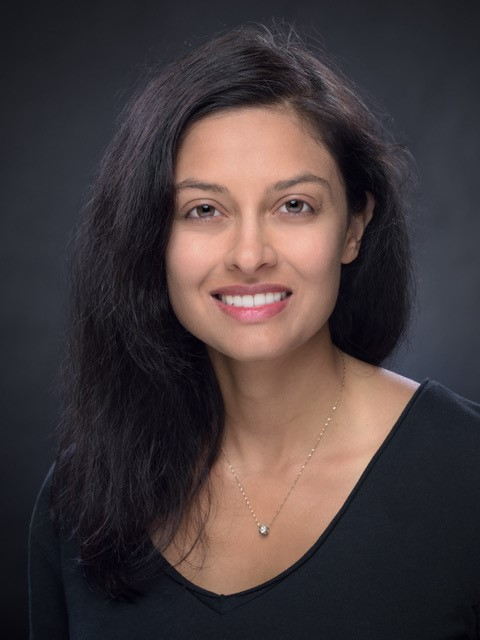
Devi Sridhar, 2020

Devi Lalita Sridhar (geboren 1984 in Miami, Florida) ist eine amerikanische Anthropologin und Professorin für Global Public Health an der Universität Edinburgh in Schottland. Sie forscht und publiziert zur Wirksamkeit von Maßnahmen im Bereich der öffentlichen Gesundheit und wie die Gesundheitsversorgung weltweit verbessert werden kann. Im April 2020 wurde sie in die COVID-19-Expertengruppe der schottischen Regierung berufen.

## Akademischer Werdegang
Devi Sridhar wurde in eine indische Familie in Miami geboren, wo sie auch aufwuchs. Nach ihrem Abschluss an der privaten Ransom Everglades Schule im Alter von 16 Jahren schrieb sie sich für ein sechsjähriges Programm an der University of Miami ein, das sie nach zwei Jahren mit dem Bachelor in Biologie abschloss. Als jüngste Person in den USA erhielt sie mit 18 Jahren ein Rhodes-Stipendium, mit dem sie an der Universität von Oxford in Großbritannien studierte. Sie erwarb 2005 einen MPhil in medizinischer Anthropologie, gefolgt von einem Ph.D. in Anthropologie im Jahr 2006. Ihre Dissertation befasste sich mit Unterernährung in Indien. Während ihrer Promotion verbrachte sie acht Monate in Indien, um Feldforschungen zu Unterernährung und Infektionskrankheiten durchzuführen. 2006 nahm sie ein Forschungsstudium im Rahmen des „Global Economic Governance-Programme“ der Universität Oxford auf. Ab 2008 war die Postdoktorandin am All Souls College. 2011 wurde sie Associate Professorin am Wolfson College in Oxford. Die Universität von Edinburgh stellte Devi Sridhar 2014 als Senior Lecturer für globale öffentliche Gesundheit ein und berief sie im folgenden Jahr auf den Lehrstuhl (personal chair) am Usher Institute of Population Health Sciences an der Edinburgh Medical School.
2021 wurde Sridhar in die Royal Society of Edinburgh gewählt.

## Forschungs- und Arbeitsschwerpunkte
Ihre Doktorarbeit, die 2008 mit dem Titel The Battle Against Hunger. Choice, Circumstance, and the World Bank als Buch herauskam, untersuchte das von der Weltbank finanzierte Ernährungsprogramm mit Sitz in Indien, das trotz fehlender Beweise für seine Wirksamkeit zu einer Vorlage für ähnliche Hilfsprogramme in anderen Ländern wurde. Sridhar zeigte, dass das Programm die sozialen Bedingungen, die für Unterernährung in Indien und anderen Ländern verantwortlich sind, nicht berücksichtigt.
Sie gründete 2014 an der Edinburgh Medical School das „Global Health Governance Programme“, in dem sie Postdoc und Doktorandengruppen betreut, die sich mit dem Anstieg chronischer Krankheiten und medikamentenresistenter Infektionen in diversen Regionen von Haiti bis Bangladesch sowie mit der Finanzierung der primären Gesundheitsversorgung befassen. Zum Thema Public Health stellte Sridhar die erste offene Forschungssammlung des Wellcome Trust zusammen.
Sridhar ist Mitglied des Global Agenda Council des Weltwirtschaftsforums für die Gesundheitsindustrie. Zusammen mit u. a. Julio Frenk von der Harvard School of Public Health argumentierte sie für die Notwendigkeit einer unabhängigen und unparteiischen Weltgesundheitsorganisation.

### Ebola und Bewertung der Reaktionen auf Pandemien
Sridhar und Kollegen untersuchten die internationalen Reaktionen auf die Ebolafieber-Epidemie 2014 bis 2016 in Westafrika und welche Reformen erforderlich sind, um auf Epidemie-Ausbrüche global zu antworten. 2015 und 2016 legten sie erste Veröffentlichungen vor. Sie arbeiteten mit dem Harvard Global Health Institute und der London School of Hygiene & Tropical Medicine zusammen und empfahlen zehn wesentliche Reformen, um die nächste Pandemie zu verhindern und darauf zu reagieren.
Während ihrer Zeit an der Blavatnik School of Government analysierte Sridhar die Reichweite, Wirksamkeit und Interdependenz von vier supranationalen Schlüsselorganisationen: WHO, Weltbank, Global Fund zur Bekämpfung von AIDS, Tuberkulose und Malaria sowie die Impfallianz Gavi. „Ziel war es, die Stärken und Schwächen dieser Organisationen sowie ihre komparativen Vorteile und Relevanz für die Gesundheitsministerien, insbesondere in Ländern mit niedrigem und mittlerem Einkommen, besser zu verstehen“, erklärte sie in einem Interview mit The Lancet. Die Ergebnisse veröffentlichte sie 2017 zusammen mit Chelsea Clinton in dem Buch Governing Global Health. Who Runs the World and Why? Sridhar und Clinton argumentieren, dass „Health Governance“ global sei und darum globale Institutionen zum Schutz der Bürger notwendig sind. Eine Rezension in der Zeitschrift Health Affairs befand, dass das Buch „ein detailliertes Bild der Geschichte dieser globalen Institutionen liefert und, was noch wichtiger ist, zeigt, was diese Geschichte für die Zukunft der globalen Gesundheit bedeutet“.

### Aktivität und Positionen im Rahmen der COVID-19-Pandemie 2020
In einem Gespräch mit dem Nachrichtenmagazin Der Spiegel sagte Devi Sridhar, dass ihr klar wurde, wie gefährlich das neue Virus ist, als sie am 24. Januar 2020 in der Fachzeitschrift The Lancet einen Artikel las, „in dem Mediziner aus Wuhan erstmals an 41 im Krankenhaus behandelten Patienten beschrieben, was eine Infektion mit diesem neuartigen Coronavirus für die Erkrankten bedeutet. Die Hälfte der Patienten entwickelte demnach Atemnot, ein Drittel musste auf die Intensivstation eingewiesen werden, und 15 Prozent starben. Für mich war zu diesem Zeitpunkt klar, dass wir alles tun müssen, um die Ausbreitung des Virus zu stoppen.“
Im März 2020 veröffentlichte The Lancet einen von Sridhar und 35 anderen Professoren unterzeichneten Brief, der die geheime Herangehensweise Großbritanniens an die COVID-19-Pandemie kritisierte und Transparenz forderte: „Wir fordern die Regierung auf, die wissenschaftlichen Beweise, Daten und Modelle dringend und offen weiterzugeben, um über aktuelle Entscheidungen im Zusammenhang mit COVID-19-Interventionen im Bereich der öffentlichen Gesundheit zu informieren“.
Im April 2020 gründete die Royal Society ihre DELVE-Gruppe (Data Evaluation and Learning for Viral Epidemics), zu deren Mitgliedern die Nobelpreisträger Venki Ramakrishnan und Daniel Kahneman sowie Devi Sridhar gehören. Diese Gruppe veröffentlichte datengesteuerte Forschungsergebnisse zur Coronavirus-Krankheit. „Das Virus ist im Grunde genommen hier, um zu bleiben … [Testen] scheint der Weg zu sein, um die Wirtschaft so weit wie möglich zu erhalten“, sagte sie gegenüber The Times.
Ebenfalls im April wurde Sridhar in die am 25. März 2020 eingesetzte zeitlich begrenzte Expertengruppe der schottischen Regierung aufgenommen, um die Entwicklung und Verbesserung staatlicher Maßnahmen zur Bekämpfung der COVID-19-Pandemie in Schottland zu unterstützen.

Bestätigte COVID-19-Fälle im Vereinigten Königreich im Juli 2020 (kumulativ)

Ihre Aufgabe sieht Sridhar darin zu ergründen, wie Maßnahmen, die Virologen, Epidemiologen, Mediziner und Pharmakologen herausgefunden haben, um eine Pandemie zu bekämpfen, am besten umgesetzt werden können. Das Ziel zur Bekämpfung der Covid19-Pandemie in Schottland war laut Sridhar, die Übertragung des Virus komplett zu unterbinden und die täglichen Neuerkrankungen so gering wie möglich zu halten, was als „Zero-Covid-Strategie“ bezeichnet wird: Lockdown-Maßnahmen bleiben so lange bestehen, bis die Fallzahlen extrem niedrig im einstelligen Bereich liegen, um dann erst den Lockdown Schritt für Schritt wieder aufzulösen. Mund-Nasen-Schutzmasken in Geschäften und öffentlichen Verkehrsmitteln waren in Schottland verpflichtend. Sridhar stellte wiederholt die Maßnahmen der Regierung in Schottland jenen der britischen Regierung zur Bekämpfung der COVID-19-Pandemie in England gegenüber. Im Juli 2020 berichtete The Times, dass Schottland die niedrigste Infektionsrate auf dem britischen Festland hat.
Für ihren entschlossenen Kampf gegen das Coronavirus, der für viele Menschen harte Maßnahmen und Einschränkungen bedeutete, wurde Devi Sridhar in den sozialen Medien hart angegriffen. Im August schrieb sie in der New York Times einen Artikel mit dem Titel „Wir werden unsere Sommerferien mit Winter-Lockdowns bezahlen“, in dem sie die Rolle von Tourismus und Reisen bei der Übertragung des Virus beschrieb und „strenge Grenzmaßnahmen“ für europäische Länder forderte. In Anbetracht der unterschiedlichen Coronavirus-Raten in Schottland und Nordirland gegenüber England und Wales äußerte sie sich besorgt darüber, dass sowohl Schottland als auch Nordirland „einem Strom eingehender Infektionen aus England und Wales ausgesetzt sind“. Diese Formulierung wurde von schottischen Gewerkschaftern und anderen kritisiert. Sridhar wurde beschuldigt, ein „spaltendes nationalistisches Narrativ zu nähren, ohne wissenschaftliche Beweise zu liefern.“ Die schottische Regierungschefin Nicola Sturgeon verteidigte Sridhar: ihr Kommentar sei „nicht politisch“ und ein „absolut legitimer Standpunkt zur öffentlichen Gesundheit“.
Sridhar war Co-Autorin eines offenen Briefes in The Lancet (15. Oktober 2020), der als „John Snow Memorandum“ bezeichnet wird. Der Brief fordert eine wissenschaftlich fundierte Politik im Bereich der öffentlichen Gesundheit und lehnt „natürlich erworbene Herdenimmunität“ als gefährlichen Irrtum ab.
Im Dezember 2020 ergab die Sequenzierung von SARS-CoV-2-Stämmen durch das COVID-19 Genomics UK Consortium (Gesundheitsbehörden und akademische Einrichtungen im Vereinigten Königreich), dass Schottland im Sommer die ersten COVID-19-Stämme fast eliminiert hatte. Reisen und Urlaub im Ausland hatten jedoch die neuesten Stämme reaktiviert und die zweite Welle ausgelöst.
Was Schottland gezeigt habe, so Sridhar, „ist die Effektivität von klaren Botschaften, lokalen Tests und Rückverfolgungen sowie schnellen, vorbeugenden Maßnahmen wie der vorübergehenden Schließung des Gastgewerbes in Gebieten mit hoher Übertragungsrate, damit die Schulen offen bleiben können“. Frühe und gezielte Interventionen im Bereich der öffentlichen Gesundheit beurteilt sie als wirksamer als verzögerte Reaktionen, die zu schwereren Lockdowns führen.

## Schriften (Auswahl)
- COVID-19: what health experts could and could not predict. Nature medicine, Bd. 26, 1812 (2020), doi:10.1038/s41591-020-01170-z
- Governing Global Health: Who Runs the World and Why? Mit Chelsea Clinton, Oxford University Press, New York City 2017, ISBN 978-0-19-025327-1
- Healthy Ideas. Improving Global Health and Development in the 21st Century. Mit Igor Rudan, Journal of Global Health, Edinburgh 2015, ISBN 0-9933638-1-4
- Hrsg.: Anthropologists Inside Organisations. South Asian Case Studies. SAGE Publications, 2008, ISBN 978-81-7829-886-3
- The battle against hunger. Choice, circumstance and the World Bank. Oxford University Press, Oxford 2008, ISBN 978-0-19-954996-2